# 발견
발견(發見)은 찾지 못하거나 알려지지 않은 사물, 사실, 현상을 찾아내는 일이다.
발견은 새로운 것 또는 이전에 의미 있는 것으로 인식되지 않은 것을 감지하는 행위이다. 과학 및 학문 분야와 관련하여 발견은 새로운 현상, 새로운 행동 또는 새로운 사건을 관찰하고 그러한 관찰을 통해 수집된 지식을 추상적 사고 및 일상 경험에서 이전에 획득한 지식으로 설명하기 위해 새로운 추론을 제공하는 것이다. 발견은 때로 이전 발견, 공동 작업 또는 아이디어를 기반으로 할 수 있다. 일부 발견은 지식이나 기술의 급진적 돌파구를 나타낸다.
새로운 발견은 다양한 감각을 통해 획득되며 일반적으로 기존 지식 및 행동과 병합되어 동화된다. 질문하기는 인간의 사고와 대인 커뮤니케이션의 주요 형태이며 발견에 중요한 역할을 한다. 발견은 종종 질문으로 인해 이루어진다. 일부 발견은 물체, 프로세스 또는 기술의 발명으로 이어진다. 발견은 때때로 이전의 발견, 공동 작업 또는 아이디어를 기반으로 할 수 있으며 발견 프로세스에는 최소한 기존 개념이나 방법이 수정되거나 변형될 수 있다는 인식이 필요하다. 그러나 일부 발견은 지식의 급진적 돌파구이기도 하다.

## 같이 보기
- 발명